# Oscar Muñoz Bouffartique
Rafael Oscar Muñoz Bouffartique (Oscar M. Bouffartique;
Rafael Bouffartique; * 1904; † 1990) war ein kubanischer Komponist, Songwriter, Geiger, Pianist und Bandleader.

## Leben
Bouffartique, der in New York lebte, leitete die Gruppen Bouffartique Y Su Charanga und Rafael Bouffartique And His Orchestra Guaguanká.  Er verfasste Songtexte (u. a. La Batahola) und wurde bekannt als Autor und Komponist des Songs Burundanga, der von Lola Flores (1990) und Celia Cruz (1997) aufgenommen wurde.